# Paul Heinrich Tilio de Camas
Paul Heinrich Tilio de Camas (* 1688 in Wesel; † 14. April 1741 in Breslau) war preußischer Oberst, Chef des Infanterie-Regiments Nr. 37 und persönlicher Freund Friedrich II.
Er war der Sohn des preußischen Oberstleutnants Franz Thilo de Camas († 23. November 1702), der beim Kürassier-Regiment (Lottum) mit Garnison bei Wesel in Westfalen diente. Wie viele Hugenotten war die Familie vor der Verfolgung in Frankreich nach Brandenburg geflohen.

## Leben
Schon im Alter von 13 Jahren trat er in preußische Dienste. 1705 wurde er Fähnrich im Regiment Nr. 13 (Varenne). Mit diesem nahm er als Teil der Brandenburger Truppen am Spanischen Erbfolgekrieg teil.
Während der Belagerung von Pizzighettone im Jahre 1706 verlor er den linken Arm. Er bekam eine Prothese, die er mit großem Geschick benutzte. Am 21. Juli 1711 wurde er Hauptmann (Kapitän) und am 25. Juni 1725 Oberstleutnant. Am 26. November 1726 wurde er Drost von Petershagen bei Minden. Etwa zur gleichen Zeit wurde er auch Gouverneur des Prinzen Friedrich. 1736 übernahm er als Chef das Infanterie-Regiments Nr. 37.
Im Juni 1740 wurde er von König Friedrich II. als Gesandter nach Paris geschickt. Bei seiner Rückkehr wurde er Chef eines neu errichteten Füsilier-Regiments.

## Familie
Er war mit Sophie Caroline von Brandt verheiratet. Sie war Oberhofmeisterin der Königin Elisabeth Christine von Preußen und wurde am 11. August 1742 in den Grafenstand erhoben. Ihr Vater war der General Wilhelm von Brandt.